# Solwerd
Solwerd é uma aldeia holandesa pertencente ao município de Appingedam, na província de Groninga, com uma população estimada em 152 habitantes (2006).